# Ruhi Khalidi
Ruhi Khalidi (Ciudad Antigua de Jerusalén, 1864 - 1913) fue un erudito, diplomático y político palestino. 
Ruhi perteneció a la familia Khalidi, una familia muy influyente en Jerusalén debido a su descendencia de Khâlid Ibn Al-Walîd, compañero del profeta Mahoma. Desde 1781 hasta 1865 gran parte de los descendientes se dedicaron a los estudios islámicos convirtiéndose en prestigiosos ulemas, académicos y juristas del fiqh. Entre ellos destaca Muhammad-Ali Al-Khalidi, bisabuelo de Ruhi Khalidi  e importante Qadi en la corte de Jerusalén; y Yusuf Diya, tío de Ruhi Khalidi y un prestigioso político.  Yusuf Khalidi influyó de manera determinante en la educación de Ruhi. Ambos destacaron en esta familia por ser los primeros en complementar su educación islámica con otros estudios en universidades Europeas.

## Vida y estudios
Ruhi Khalidi se formó en diferentes ciudades entre las que destacan Jerusalén, Nablus, Trípoli, Constantinopla y Beirut. En 1889 con 23 años y sin el apoyo de sus progenitores viajó a Constantinopla, donde se matriculó en el Real Instituto Shahani –Makteb-i Mulkiye- y frecuentó el círculo de Jamal Al-Din Al-Afgani. Durante este periodo se movía entre Constantinopla, Jerusalén, Trípoli y París para seguir formándose. En Jerusalén, comenzó sus estudios de hebreo en la Alliance Israélite de Jerusalén y sus estudios de Francés en Escuela Salahiyya de los Padres Blancos. Posteriormente y mientras su padre estaba destinado como Qadí en Trípoli; Ruhi Khalidi estudió en Al-Madrassa Al-Watanyya, una escuela privada conocida por las influencias del salafismo moderno. Finalmente el año 1893 se asentó en París para realizar sus estudios de Ciencias Políticas y Estudios Islámicos en la Universidad de Sorbona. En la ciudad francesa vivió muchos años de su vida y estuvo en contacto con diferentes influencias occidentales que complementaron sus conocimientos religiosos. 

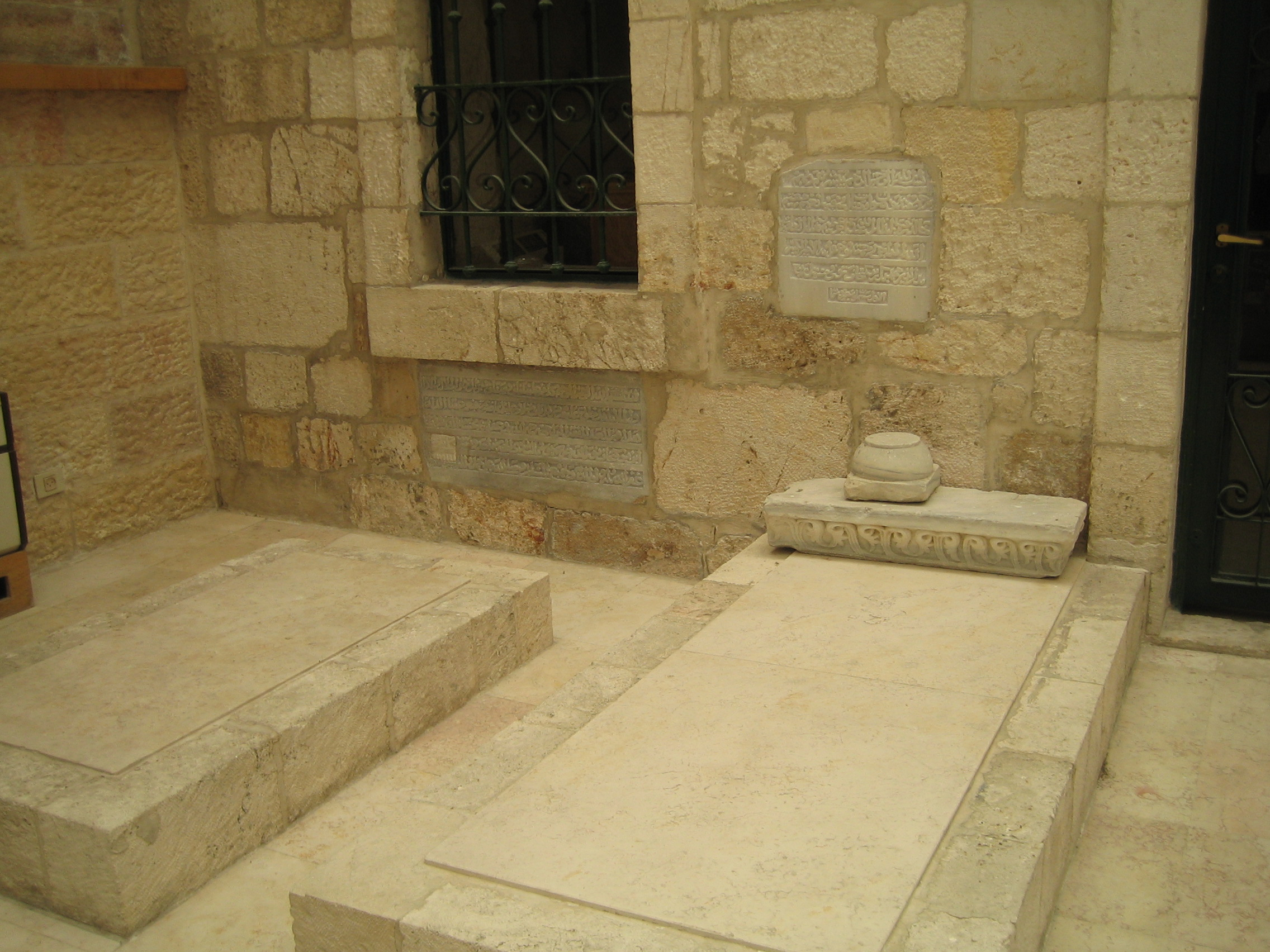
Imagen tumba Ruhi Khalidi en la Biblioteca Khalidia de Jerusalén

Desde 1898 y durante diez años ocupó el cargo de Cónsul General del Imperio Otomano en Burdeos. Debido a las funciones del cargo y vínculos con el Imperio, se vio obligado a firmar sus escritos y publicaciones con el pseudónimo Al-Maqdisi, que proviene de Bayt Al-Maqdis y significa “el jersuamelita”. En esta etapa recibió diferentes condecoraciones; entre las que destaca La Légion D’Honneur. Se casó con Hermaine Bensole una burdigalense y más tarde tuvieron un hijo llamado Yahya Khalidi que estudió ingeniería y más tarde se convertiría en el alcalde de Burdeos.
Después de la declaración de la Constitución de 1908 volvió a Jerusalén. Fue elegido diputado del Parlamento Otomano tres veces consecutivas  siendo además primer diputado-portavoz. En su periodo como diputado fue una de las voces de la oposición más conocidas. Algunos contemporáneos llegaron a compararle con los intelectuales de la Comuna de París de 1870. Tras la disolución del parlamento en 1912, volvió a visitar Jerusalén de manera breve y regresó a Constantinopla. Falleció en 1913, un año antes de la I Guerra Mundial, a los 49 años de edad. 

## Obras
El propósito principal de sus obras era la búsqueda de conexiones históricas y el significado profundo de los eventos y digresiones del pasado. Ruhi Khalidi también escribió acerca del Imperio otomano criticando el gobierno autocrático en manos del Sultán, analizó las diferencias de la educación europea y oriental, pero sobre todo mostró su gran preocupación por el Sionismo. Ruhi Khalidi predijo el peligro al que se enfrentaba Palestina y describió los movimientos sionistas de algunos judíos para la creación de un estado.

### Antisionismo
Fue una de las personas más activas e influyentes del antisionismo antes de la IGM. Uno de los momentos más importantes de su carrera fue su discurso parlamentario en mayo de 1911 acerca del sionismo y su obra “As siyunizm aw al-mas’ala as-sahyunya” Sionismo o la Cuestión Sioní. Ruhi Khalidi murió antes de que fuera publicada y actualmente el manuscrito se halla en la Biblioteca Khalidia.

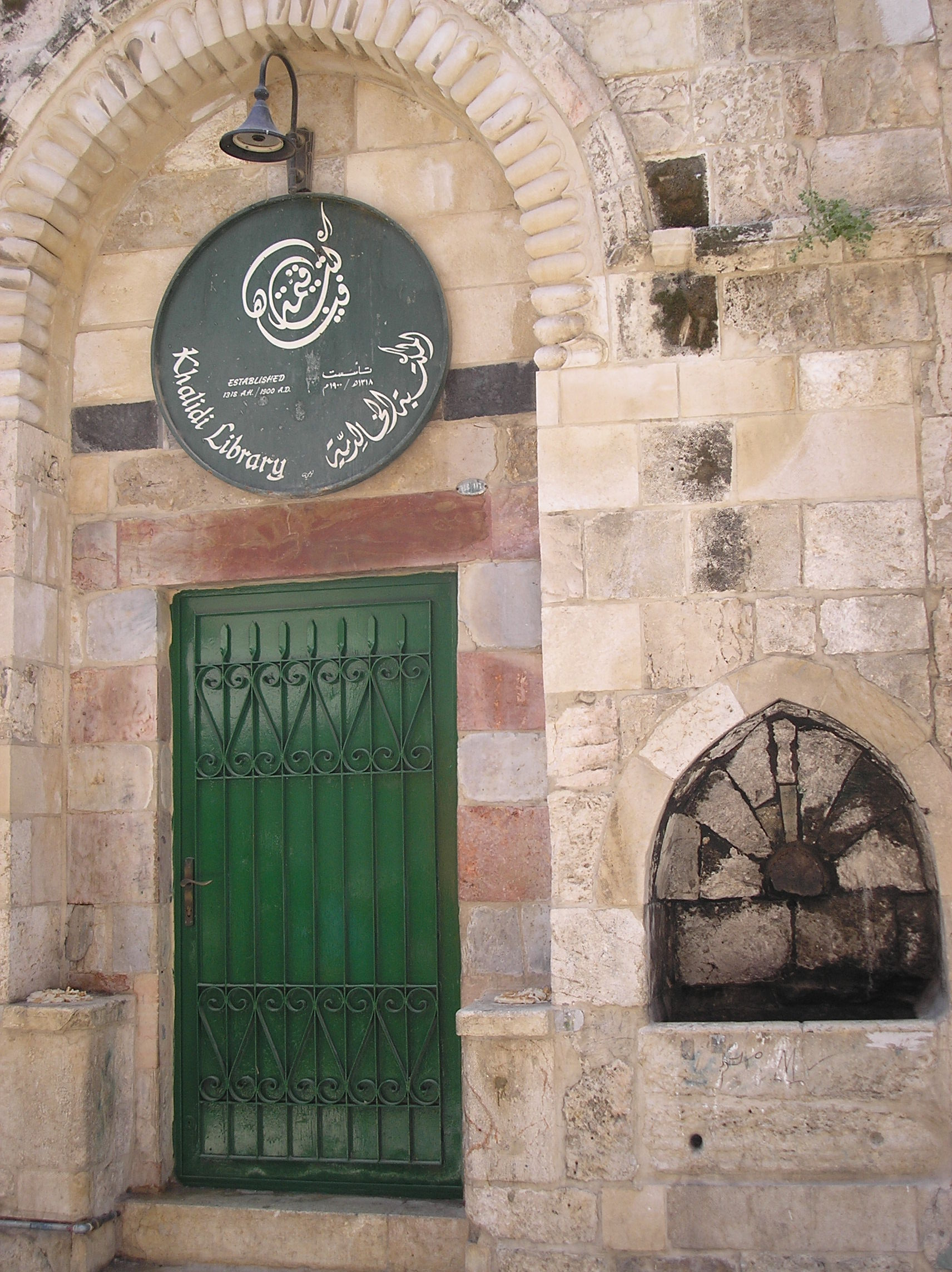
Biblioteca Khalidi, Jerusalén.

##### Discurso parlamentario de Ruhi Al-Khalidi 1911
La cuestión sionista apareció por primera vez en el Parlamento Otomano debido a la preocupación de algunos miembros palestinos del Comité de Unión y Progreso (CUP) ante la inmigración judía. Se quería examinar qué consecuencias tendría para el Imperio Otomano este fenómeno. En mayo de 1911 cuando el Parlamento Otomano discutía el presupuesto del Ministerio del Interior intervino Ruhi Khalidi para hablar del sionismo. 
Para su discurso hizo referencia a la Torah y a cómo los judíos querían recuperar Palestina. Aunque en todo su discurso Ruhi diferenció entre antisemitismo y antisionismo diciendo que no estaba en contra de los judíos y que era consciente de la persecución que habían sufrido. Llegó a decir que los propósitos de los sionistas eran establecer a numerosos judíos en Irak y Siria para tener Jerusalén como centro y llamó a tomar medidas particulares para prevenir a Palestina. Los diputados consideraron que estaba exagerando y no veían a la comunidad judía con la que convivían como una amenaza para aquel entonces. 

##### Manuscrito Sionismo o cuestión Sionista “As-Siyunizm aw Al-Mas’ala As-Sahyuniya”
Ruhi Khalidi comenzó a escribir el libro cuando era cónsul en Burdeos. El manuscrito muestra un análisis del sionismo a través de las raíces ideológicas, actividades, planes y perspectivas de aquel momento. Emmanuel Beska en su estudio The Anti-Zionist Attitudes and Activities of Ruhi al-Khalidi publicado en 2016, realiza un análisis en el cual desarrolla de manera exhaustiva las principales ideas de Ruhi Khalidi de cada uno de los capítulos del manuscrito. Con base en este estudio podemos distinguir seis capítulos con las siguientes ideas:
1. Capítulos I, II, III y IV: Introducción, Judaísmo, Sionismo e Historia Judía: En estos capítulos  definió el término sionismo y desarrolló la historia de los judíos en el este de Europa.[18] Ruhi Khalidi descrió cómo fueron perseguidos, sufrieron antisemitismo y establecieron unas reivindicaciones de aceptación y un territorio propio. Ruhi consideró que las dos principales razones del Sionismo eran la opresión y la conciencia nacional.[19]
2. Capítulos V y VI: Movimiento Sionista y Colonización de Palestina: Explicó como la comunidad judía  estaba institucionalizada para tomar decisiones que beneficiaran el sionismo a través de la Alianza Universal Israelita y perfiles como Edmond Rorthschild. En estos capítulos Ruhi criticó la financiación de algunos medios por parte de los judíos en pro del sionismo y explicó cómo los asentamientos existentes estaban elegidos de manera estratégica.[20] Ruhi Khalidi llegó a numerar hasta 28 asentamientos y a explicar cómo se adquirían gracias a las facilidades que les ofrecían algunos bays recibiendo un porcentaje del beneficio. Por último denunció que parte de la población palestina se veía obligada a realizar estas ventas.

### Otras obras literarias: Literatura Comparativa
Otras de las obras importantes de Ruhi Khalidi son: “Introducción a la Cuestión Oriental desde su ascenso hasta el segundo cuarto del S.XVIII (1897), “La rápida expansión de la religión Mahometana en los diferentes lugares del mundo” (1896) e “Historia De La Ciencia De La Literatura Entre Los Europeos, Árabes y Victor Hugo’’publicada en 1902. Nasir a-Din Asad consideró a Ruhi Khalidi pionero de la investigación literaria en Palestina debido a la última obra mencionada. Esta obra marcó el inicio del estudio de la literatura comparada en el mundo árabe. Khalidi comparó diferentes obras árabes a través de los conceptos de la escuela clásica francesa dando lugar a una “cientificación” de la literatura. Analizó la influencia cultural en las obras del mundo árabe y europeo y explicó cómo estaban condicionadas por las circunstancias históricas y la élite formada. También procuró crear términos en árabe no traducibles hasta entonces, como por ejemplo: romanticismo o comedia. Este análisis fue novedoso para el mundo árabe durante este siglo y permitió poner en común la cultura palestina con otras.

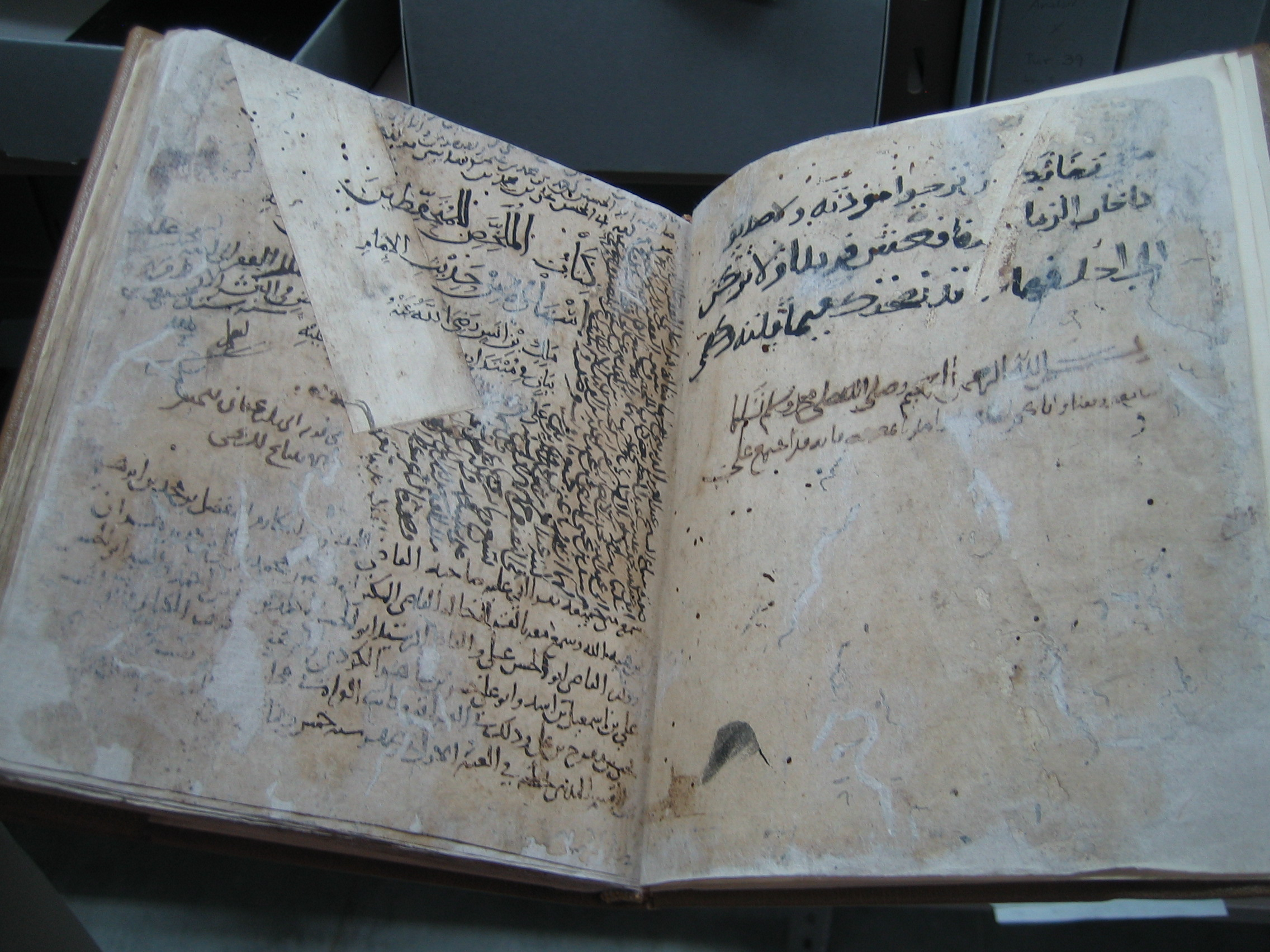
Manuscrito de jurisprudencia islámica y sunna, Malik Ibn Anas, en la Biblioteca Khalidia.

## Biblioteca Khalidia
El año 1900, Hajj Ragheb Al-Khalidi estableció la biblioteca Khalidia en el centro de Jerusalén para agrupar todos los manuscritos y libros que habían sido repartidos entre la familia Khalidi debido a las herencias. En la actualidad la biblioteca cuenta con 1209 manuscritos en lengua árabe y latín con cerca de dos mil títulos en diversas ciencias. En ella se encuentra la colección de escritos del siglo XVII que recogen jurisprudencia islámica de los ulemas y Qadíes de la familia “Mahkama Shar’iyya”, escritos de Malik Ibn Anas, los trabajos de Yusuf Dya al-Khalidi, Saad Edin Khalidi y las obras más importantes de Ruhi Khalidi. En una de sus salas se halla la tumba del autor.